# Epania posticalis
Epania posticalis là một loài bọ cánh cứng trong họ Cerambycidae.